# Генрих IV (Вальдек)
Генрих IV (нем. Heinrich IV. von Waldeck; 1285/1290 — 1 мая 1348) — граф Вальдека в 1305—1344 годах. Старший сын Оттона I фон Вальдека и его жены Софии Гессенской.

## Биография
Второй граф с именем Генрих, но обычно нумеруется как четвёртый, с учётом Генриха I — графа фон Швалленберг, и никогда не правившего Генриха III.
В 1305 году наследовал отцу. Как и тот, исполнял обязанности фогта архиепископства Майнц в Северном Гессене и Эйхсфельде.
В 1344 году из-за возраста и слабого здоровья передал власть старшему сыну (который с 1332 года был его соправителем) и удалился на покой.

## Семья
Генрих IV с 1306 года был женат на Адельгейде Клевской (ум. после 26 июля 1327), дочери графа Дитриха VI. Дети:
- Оттон II (ум. 1369), граф Вальдека
- Дитрих, домхерр в Кёльне, Мюнстере и Майнце
- Генрих V, домхерр в Кёльне и Миндене, пробст в Миндене
- Елизавета (ум. не позднее 1385), жена графа Иоганна цу Нассау-Хадамар